# Gaurax obscuripennis
Gaurax obscuripennis är en tvåvingeart som beskrevs av Johnson 1913. Gaurax obscuripennis ingår i släktet Gaurax och familjen fritflugor.
Artens utbredningsområde är Ontario. Inga underarter finns listade i Catalogue of Life.